# Лерхе, Иван Яковлевич
Иван Яковлевич (Иоанн Якоб) Лерхе (нем. Johann Jakob Lerche; 1708 — 1780) — врач, доктор медицины, директор Медицинской канцелярии Российской империи.
Родился в Потсдаме 17 декабря 1708 года[по какому календарю?]. В 1730 году окончил Галльский университет, получив диплом доктора. С 1731 года — член Леопольдины.
В 1731 году приехал в Россию, где был принят на военную службу, по контракту на 5 лет, и назначен главным врачом в Астраханский корпус. В 1733—1735 годах он принимал участие в военном походе, в ходе которого был в Дербенте, Баку, Шемахах и других места Кавказа. После начала русско-турецкой войны в 1736 году он был переведён в армию П. Ласси в качестве фельд-медика, а позже командирован на Донец и в Харьков для борьбы с появившейся там чумой. В 1742 году он принимал участие в шведском походе П. Ласси. В 1745 году сопровождал в Персию русское посольство.
С осени 1747 года до мая 1749 года Лерхе вместе с женой Иоганной Гертрудой и детьми жил в Астрахани у своего тестя, заведующего астраханскими садами Петра Варфоломеевича Поссиета (1677—1756).
В 1750 году он был назначен штадт-физиком в Москве «с обязанностью смотрение иметь над московскою главною аптекою и над медицинским огородом». В 1751 году был переведён на такую же должность в Санкт-Петербург, с назначением «медицинским советником директора Медицинской канцелярии», а в 1760 года после смерти П. З. Кондоиди стал её директором и на этой должности оказал немало ценных услуг делу медицинского образования в России. В 1764 году за успехи по службе он был произведё в коллежские советники. Во время московской эпидемии чумы 1771 года он составил правила, как предохранять себя от болезни и как очищать воздух и вещи в помещениях, где она проявлялась.
Умер Лерхе в 1780 году в Санкт-Петербурге.
Кроме описания своих путешествий в Астрахань и Персию, он оставил также сочинение об образе жизни волжских калмыков. До настоящего времени сохранилось обширное рукописное наследие Лерхе. В Российской национальной библиотеке находятся десять томов его рукописей: шесть томов дневников и четыре тома переписки.
Его сын — Христофор Лерхе (1749—1825); учился в Берлине, Страсбурге и Геттингене, где получил степень доктора в 1777 году. По возвращении в Россию служил в войсках; в 1797 году был причислен к штату цесаревича Александра Павловича и впоследствии получил звание лейб-медика.